# 筑紫熊七
筑紫熊七（日语：／ Tsukushi Kumashichi，1863年3月14日—1944年1月21日），日本熊本县人，日本陸軍軍人。最終军階为陸軍中将。

## 生平
筑紫熊七是筑紫源三的長子。1884年（明治17年）9月，入陸軍士官学校，1887年（明治20年）7月任砲兵少尉。1888年（明治21年）7月，自陸軍士官学校（旧9期）毕业，任野战砲兵第6連隊付。
1894年（明治27年）11月，任要塞砲兵第2連隊付，后任参謀本部員。1899年（明治32年）10月，升任砲兵少佐。1900年（明治33年）10月，被派往清国，历任東京湾要塞砲兵連隊大隊長、参謀本部出仕、要塞砲兵監部員、舞鶴要塞砲兵大隊長，1904年（明治37年）5月升任砲兵中佐。同年6月，任大本营幕僚付，被派赴旅順。1905年（明治38年）1月，就任大本营参謀，任陸軍要塞砲兵射撃学校教官，后任该校校長。1907年（明治40年）11月，升任砲兵大佐。
1908年（明治41年）1月，要塞砲兵射撃学校改称重砲兵射撃学校，筑紫熊七继续任校長。1912年（大正元年）12月，赴欧洲游历。1913年（大正2年）7月，升陸軍少将，任陸軍省兵器局長。1917年（大正6年）8月，升陸軍中将，历任重砲兵監、兵器局長（续任）、陸軍技術本部長。1922年（大正11年）8月，待命。翌年3月，被编入预備役。
1922年（大正11年）8月，就任曮弘会副会長。1932年（昭和7年）8月，任满洲国参议府参議。1934年（昭和9年）8月至1937年（昭和12年），任满洲国参議府副議長。1939年（昭和14年）3月，任精動联盟理事長。
1944年1月21日，筑紫熊七逝世。

## 家庭
- 子：筑紫富士雄（陸軍中佐）
- 女婿：嶋田繁太郎（海軍大将）・光延東洋（海軍少将）

## 著作
- 『軍縮の第一歩へ - 国民必読』東亜印刷出版部1923年。
- 『台風に直面して』尊皇護国同志の会、1925年。
- 『満蒙経営の抱負を語る』興文社、1932年。